# Josep Maria Madorell i Muntané
Josep Maria Madorell i Muntané (Molins de Rei, Baix Llobregat, 7 de novembre de 1923 - 1 de febrer de 2004) fou un dibuixant català. Fill predilecte de Molins de Rei.
L'estil de Madorell és l'estil de línia clara que té com a objectiu permetre la màxima comprensió de la història. Els enquadraments, els diàlegs, els rètols, el grafisme i tots els elements del còmic contribueixen a l'objectiu de claredat. El grafisme es depura al màxim evitant efectes d'ombra o de llum, eliminant tots els detalls superflus. Aquestes característiques també fan referència al guió de la història.
El fons personal de Josep Maria Madorell es conserva a la Biblioteca de Catalunya.

## Inicis
Madorell rep classes de Carme Sala, deixebla de Joan Junceda, de qui aprèn dibuix i pintura.
Comença a dibuixar durant la Guerra Civil espanyola, fent dibuixos i revistes casolanes de consum propi i per a la família. Es conserva un bon nombre d'aquestes revistes casolanes. Entre 1938 i 1941 hi trobem la més desenvolupada de totes, en Fredolic.
El 1942, fa una edició casolana d'un text de Manuel Marinel·lo, El conejo maravilloso, i hi posa el nom d'Editorial Fantasia, de Molins de Rei. També crea un dels seus personatges més característics: Pedrín Bolita. Són les aventures d'un nen afeccionat al futbol i els seus amics.
L'any 1947 continua endavant amb aquestes produccions casolanes, encara que publica alguns acudits i tires il·lustrades a la premsa.
Les primeres col·laboracions professionals de Josep M. Madorell van ser a la publicació madrilenya Zas, amb les aventures de Tito Bola, que eren el plat fort d'aquesta publicació.
Des del 17 de juny de 1947 col·labora amb la revista Llobregat, de Molins de Rei, amb un acudit d'una vinyeta. L'any següent fa una tira a cada número, amb Tito Bola com a protagonista, i des de 1957, i durant uns anys, dibuixa la "Pantalla alegre", una secció fixa on criticava de manera simpàtica els esdeveniments locals.
Col·laborà amb la revista Llaç d'Unió des de setembre de 1961 fins a l'abril de 1985. Primer il·lustra textos i després fa els acudits d'en Peret Blanc. També crea un altre dels seus personatges: la Pona.

## Cavall Fort
A partir de 1961 col·labora a Cavall Fort. Hi fa moltes aportacions, la més important de les quals és Jep i Fidel (aventures escrites i dibuixades per ell). Contribueix en gran manera a l'èxit de la revista. També il·lustra els concursos de la revista i, entre 1962 i 1965, apareixen els acudits de Peret Blanc.
A partir de 1966, crea altres personatges com Els Galifardeus, els germans Jordi i Núria, i introdueix el personatge de la Pona dins les aventures de Jep i Fidel, Els Bufanúvols, i més endavant incorpora també les aventures de Pere Vidal i de Massagran, dues de les obres d'il·lustració del còmic més importants de Madorell.
L'any 1969 deixa la seva feina a l'àmbit tèxtil per dedicar-se íntegrament a la seva tasca creativa i es vincula encara més a Cavall Fort. La solidesa i l'èxit social de la revista li donaren expectativa professional.
Durant un temps va col·laborar amb la Gaceta Júnior, amb les Aventuras de Bruno y Chico i entre els anys 1972 i 1974, col·laborà a la revista TBO per a la qual creà el personatge Balín.

## Pere Vidal i els primers àlbums
L'any 1966 es publica la novel·la juvenil La casa sota la sorra, primera novel·la de Joaquim Carbó. Madorell va convèncer el seu autor per adaptar el text. Carbó va adaptar la novel·la al còmic i li donà la regularitat necessària al nombre de pàgines i de vinyetes; l'any 1967 començà a sortir per lliuraments a Cavall Fort.
La historieta va ser un èxit entre el públic juvenil i infantil, i s'arribaren a publicar vuit àlbums amb les aventures de Pere Vidal.
El darrer còmic publicat, La casa sobre les mines (1999-2000), respon a la preocupació per les mines antipersona de Joaquim Carbó.

## Massagran
Il·lustra les aventures d'un vell personatge de Josep Maria Folch i Torres, Massagran, al qual havia donat forma Joan Junceda. Massagran era el protagonista de dues novel·les, Les aventures extraordinàries d'en Massagran i Noves aventures d'en Massagran, publicades ambdues el 1910, dins la col·lecció "Biblioteca Patufet".
Ramon Folch i Camarasa, escriptor, fill de Josep Maria Folch i Torres, va fer l'adaptació a còmic de la primera novel·la i, posteriorment, de la segona; aquesta darrera sortiria per primera vegada a la revista Cavall Fort i aconseguí un gran èxit i ressò.
A partir d'aquest segon àlbum, Ramon Folch i Camarasa començà a escriure noves històries de Massagran, que s'editaren a partir del 1981 i fins al 2002 en quinze àlbums.
Les publicacions de les aventures d'en Massagran viatgen més enllà de Catalunya i les trobem reproduïdes en la premsa belga, escrites en neerlandès. També surten les aventures de Massagran a la revista Camacuc, revista valenciana per a xiquets i xiquetes.

## Les Auques
El 1949, Madorell comença una altra activitat de forta tradició a Catalunya: la il·lustració d'auques. La primera auca il·lustrada per Madorell que coneixem és la corresponent a la Festa Major de Corbera. L'any següent, el 1950, en fa una dedicada a l'Aplec de la Santa Creu i el 1951, l'auca de la Fira de la Candelera.
L'any 1963 torna a dibuixar un nova auca per a la Candelera; el 1976, l'Auca dels 25 anys de l'Acadèmia Sant Jordi; el 1999, l'auca d'El Molí i, darrerament, el 2003, en faria l'última per a l'espectacle Els Pastorets de Molins de Rei.

## Publicacions
- 1952. Historietes de Fanfarrón, a El Fanfarrón, Tip. Migaza, Barcelona.
- 1953. Historietes de Tim y Tom, de Tito Bola i de Paco y Paqui, a A Todo Color, suplement del periòdic La Prensa, Prensa del Movimiento, Barcelona
- 1957. Historietes de Ranita, l'esportista integral i d'El fabuloso Bruno, a Parque, suplement del diari Solidaridad Nacional, Prensa del Movimiento, Barcelona
- 1958. Historietes de Ranita y Fidelio, a Suplemento Festivo Color, suplement del diari Faro de Vigo, Faro de Vigo, S.A., Pontevedra

## Series
- 1961. Jep Sports Ltd. (a Cavall Fort; després, Jep i Fidel, l'any 1967; a Vagalume, retitulada com Xan, el 1991), sobre guions propis
- 1962. Els Galifardeus (a Cavall Fort)
- 1966. El Jordi i la Núria (a Cavall Fort)
- 1967. Les aventures d'en Pere Vidal (a Cavall Fort; a Avui, 1982), sobre guions de Joaquim Carbó
- 1969. Bruno i Chico (a Gaceta Junior)
- 1971. Tanik, el Prehistòric (a Cavall Fort), sobre guió de Víctor Mora
- 1973. Balín (a TBO, 2000)

## Catàlegs
- 1988. Catàleg d'Autors 1988 (Saló Internacional del Còmic de Barcelona)
- 1991. Catàleg d'Autors 1991 (Saló Internacional del Còmic de Barcelona)

## Animació
- Massagran (pilot Moscow Animation | TV3, 1994)

## Monografies
- Pona. Molins de Rei: Edicions Club de Còmic, 1986. 40 pàg
- Jep i Fidel. Un parell que es porten l'oli. Barcelona: Ed. Casals, 1989. 46 pàg.
- Jep i Fidel. Aparteu les criatures!. Barcelona: Ed. Casals, 1989. 4 pàg.)
- Aventures extraordinàries d'en Massagran. Barcelona: Ed. Casals, 1981. 46 pàg.Guió: Ramon Folch i Camarasa
- Aventures encara més extraordinàries d'en Massagran. Barcelona: Ed. Casals, 1982. 46 pàg.Guió: Ramon Folch i Camarasa
- En Massagran I el quadrat màgic. Barcelona: Ed. Casals, 1983. 54 pàg.Guió: Ramon Folch i Camarasa
- En Massagran al pol Nord. Barcelona: Ed. Casals, 1984. 46 pàg.Guió: Ramon Folch i Camarasa
- En Massagran i els negrers. Barcelona: Ed. Casals, 1986. 46 pàg.Guió: Ramon Folch i Camarasa
- En Massagran I el bruixot blanc. Barcelona: Ed. Casals, 1987. 46 pàg.Guió: Ramon Folch i Camarasa
- En Massagran a Pagui-Pagui. Barcelona: Ed. Casals, 1988. 46 pàg.Guió: Ramon Folch i Camarasa
- En Massagran I el pells-roges. Barcelona: Ed. Casals, 1989. 46 pàg.Guió: Ramon Folch i Camarasa
- En Massagran i els pirates. Barcelona: Ed. Casals, 1990. 46 pàg.Guió: Ramon Folch i Camarasa
- Els Jocs Olímpics d'en Massagran. Barcelona: Ed. Casals, 1991. 46 pàg.Guió: Ramon Folch i Camarasa
- En Massagran i el gegant del mar. Barcelona: Ed. Casals, 1992. 46 pàg.Guió: Ramon Folch i Camarasa
- En Massagran i la diadema robada. Barcelona: Ed. Casals, 1994. 46 pàg.Guió: Ramon Folch i Camarasa
- En Massagran a l'illa del secret. Barcelona: Ed. Casals, 1996. 46 pàg.Guió: Ramon Folch i Camarasa
- En Massagran al castell de Kalruk. Barcelona: Ed. Casals, 2000. 46 pàg.Guió: Ramon Folch i Camarasa
- El segrest d'en Massagran. Barcelona: Ed. Casals, 2002. 46 pàg.Guió: Ramon Folch i Camarasa
- La casa sota la sorra. Barcelona: Ed. Casals, 1983. 48 pàg.Guió: Joaquim Carbó

Nota: Llibres Anxaneta va publicar aquesta obra l'any 1968
- Els bruixots de Kibor. Barcelona: Ed. Unicorn, 1983. 48 pàg.Guió: Joaquim Carbó
- El país d'en Fullaraca. Barcelona: Ed. Unicorn, 1983. 48 pàg.Guió: Joaquim Carbó
- La casa sota la lona. Barcelona: Ed. Casals, 1984. 48 pàg.Guió: Joaquim Carbó
- La casa sota el mar. Barcelona: Ed. Casals, 1984. 48 pàg.Guió: Joaquim Carbó
- La casa sobre el gel. Barcelona: Ed. Casals, 1987. 48 pàg.Guió: Joaquim Carbó
- La casa sota les estrelles. Barcelona: Ed. Casals, 1997. 48 pàg.Guió: Joaquim Carbó
- La casa sobre les mines. Barcelona: Ed. Casals, 2003. 48 pàg.Guió: Joaquim Carbó